# Aeropuerto de Bajhang
El aeropuerto de Bajhang (IATA: BJH, OACI: VNBG) es un aeropuerto que da servicio a Bajhang, un distrito en la Zona de Seti en Nepal.

## Instalaciones
El aeropuerto reside en un promontorio de 4100 pies (1250 m) sobre el nivel del mar. Tiene una única pista que posee 2100 pies (640 m) de longitud.

## Aerolíneas y destinos
| Aerolíneas     | Destinos  |
| -------------- | --------- |
| Nepal Airlines | Nepalgunj |